# Episodi di Guardia costiera (sesta stagione)
La sesta stagione della serie televisiva Guardia costiera è stata trasmessa in anteprima in Germania dalla ZDF tra il 24 settembre 2003 e il 17 dicembre 2003.
| nº | Titolo originale           | Titolo italiano | Prima TV Germania | Prima TV Italia |
| -- | -------------------------- | --------------- | ----------------- | --------------- |
| 1  | Gefährliche Versuchung     |                 | 24 settembre 2003 |                 |
| 2  | Tödliche Party             |                 | 8 ottobre 2003    |                 |
| 3  | Schatten der Vergangenheit |                 | 15 ottobre 2003   |                 |
| 4  | Götterdämmerung            |                 | 22 ottobre 2003   |                 |
| 5  | Mörderisches Rendezvous    |                 | 29 ottobre 2003   |                 |
| 6  | Doppeltes Spiel            |                 | 5 novembre 2003   |                 |
| 7  | Unter Freunden             |                 | 12 novembre 2003  |                 |
| 8  | Falsche Liebe              |                 | 19 novembre 2003  |                 |
| 9  | Mann über Bord             |                 | 26 novembre 2003  |                 |
| 10 | Schicksalsschläge          |                 | 3 dicembre 2003   |                 |
| 11 | Tödliches Gift             |                 | 10 dicembre 2003  |                 |
| 12 | Entführung auf See         |                 | 17 dicembre 2003  |                 |